# Sequenza VII
Sequenza VII est une œuvre pour hautbois, composée en 1969 par Luciano Berio et créée à Bâle la même année par Heinz Holliger. La pièce est construite autour de la note si (H dans la notation allemande) en référence au hautboïste suisse.
Elle a fait l'objet d'une transcription pour saxophone soprano par Claude Delangle en 1993, sous le titre Sequenza VIIb. 